# Daniel Makowsky
Daniel Makowsky (* 28. Juli 1978 in Deutschland) ist ein ehemaliger professioneller Schweizer Pokerspieler aus Zürich.

## Karriere
Makowsky spielte bis April 2011 regelmässig Online-Pokerturniere auf PokerStars unter dem Nicknamen amichaiKK. Seine grössten Erfolge dort sind ein zweiter Platz bei einem Turnier der World Championship of Online Poker im September 2006, was ihm ein Preisgeld von mehr als 100'000 US-Dollar einbrachte sowie ein zweiter Platz bei der Sunday Million am 8. April 2007 mit einem Preisgeld von 120'000 US-Dollar. Insgesamt hat sich Makowsky mit Online-Turnierpoker mehr als 1,6 Millionen US-Dollar erspielt. Ebenso spielte er Cash Games auf Full Tilt Poker unter seinem Nickname kudelyKQ.
Seine erste Geldplatzierung bei einem Live-Turnier erzielte Makowsky im Juni 2007 im Venetian Resort Hotel am Las Vegas Strip bei einem Turnier der Variante No Limit Hold’em. Im Juni 2008 war er erstmals bei der World Series of Poker (WSOP) im Rio All-Suite Hotel and Casino am Las Vegas Strip erfolgreich und kam bei zwei Events in die Geldränge. Bei einem Event in Pot Limit Omaha mit Rebuys unterlag er einzig dem US-Amerikaner Layne Flack im Heads-Up und verpasste als Zweiter nur knapp ein Bracelet. Mit 355'050 US-Dollar sicherte er sich das bis dahin höchste Preisgeld eines Schweizer Pokerspielers. Bei der WSOP 2009 sass Makowsky an zwei Finaltischen und erreichte auch beim Main Event die bezahlten Plätze. Auch bei der WSOP 2010 kam er dreimal in die Geldränge, u. a. wurde er bei einem H.O.R.S.E.-Event Elfter. Im September 2010 erreichte der Schweizer beim Main Event der World Poker Tour, den Borgata Poker Open in Atlantic City, den Finaltisch. Er beendete das Turnier an fünfter Stelle und erhielt mehr als 180'000 US-Dollar Preisgeld. Bei der WSOP 2011 spielte er sich bei einem Shootout-Turnier an den Finaltisch und sicherte sich als Dritter über 150'000 US-Dollar. Seitdem blieben grössere Turniererfolge aus. Nachdem sich Makowsky ab Juni 2015 über einen längeren Zeitraum keine Turnierpreisgelder erspielt hatte, folgte bei der mittlerweile im Horseshoe Las Vegas und Paris Las Vegas ausgespielten WSOP 2023 ein Comeback.
Insgesamt hat sich Makowsky mit Poker bei Live-Turnieren über einer Million US-Dollar erspielt.